# Памятник Шерлоку Холмсу и доктору Ватсону
Памятник Шерлоку Холмсу и доктору Ватсону в Москве установлен 27 апреля 2007 года на Смоленской набережной рядом с посольством Великобритании.

## История
Памятник героям произведений Артура Конан Дойля сыщику Шерлоку Холмсу и доктору Джону Ватсону был открыт к 120-летней годовщине с момента выхода в свет повести Конан Дойля о приключениях великого сыщика «Этюд в багровых тонах». Автором памятника выступил скульптор Андрей Орлов, создавший образы героев на основе работ Сидни Педжета — первого иллюстратора рассказов о приключениях Шерлока Холмса. Однако в чертах героев легко угадываются черты Василия Ливанова и Виталия Соломина, сыгравших этих персонажей в советском телесериале.
Ростовые фигуры, выполненные из бронзы, изображают Шерлока Холмса стоящим с трубкой в правой руке и левой рукой, заложенной за спину. Джон Ватсон изображён сидящим на лавочке с карандашом и записной книжкой. На лавочке оставлено место, чтобы на неё могли сесть желающие сфотографироваться с известными персонажами. Это единственный памятник, где Холмс и Ватсон изображены вместе. Василий Ливанов пошутил, что если кто-нибудь сядет на лавочку рядом с Ватсоном и положит руку на записную книжку, то у него решатся многие проблемы, но если же коснуться трубки Холмса, то можно попасть в криминальную историю.
Памятник был торжественно открыт 27 апреля 2007 года. На церемонии открытия присутствовали народный артист России Василий Ливанов и посол Великобритании в Российской Федерации Энтони Брентон. Памятник был создан в рамках проекта «Скульптурные композиции» Международного благотворительного общественного фонда «Диалог культур — единый мир».